# Cyrtolaelaps qinghaiensis
Cyrtolaelaps qinghaiensis är en spindeldjursart som beskrevs av Ma 1988. Cyrtolaelaps qinghaiensis ingår i släktet Cyrtolaelaps och familjen Ologamasidae. Inga underarter finns listade i Catalogue of Life.